# Muhammad el Gadafi
Muhammad el Gadafi (nacido en marzo de 1970; en árabe: محمد القذافي‎, *Muḥammad al-Qaḏḏāfī*) es un exfuncionario libio y el hijo mayor del líder libio Muamar el Gadafi, nacido del primer matrimonio de éste con Fatiha al-Nuri. A diferencia de varios de sus medios hermanos —como Saif al-Islam, Saadi o Muatassim—, se mantuvo al margen del protagonismo político y militar, desempeñando principalmente funciones administrativas y deportivas.

## Trayectoria
Muhammad estudió ingeniería en Libia y más tarde obtuvo un doctorado en gestión del riesgo en la Universidad de Liverpool en 2006.
Durante el régimen de su padre, presidió el Comité Olímpico Libio y dirigió la General Post and Telecommunications Company (GPTC), organismo estatal que controlaba los servicios de telefonía móvil, satelital e internet en Libia. Esta compañía tuvo un rol clave durante la guerra civil de 2011, cuando se interrumpieron las comunicaciones en el país por orden del régimen.
También mantuvo vínculos con el fútbol libio. Según algunas fuentes, en 1996 se produjo un enfrentamiento entre sus guardaespaldas y los de su medio hermano Saadi el Gadafi tras un partido entre sus respectivos clubes, lo que derivó en disturbios que causaron decenas de muertos.

## Revolución de 2011 y exilio
El 21 de agosto de 2011, durante la toma de Trípoli por parte de las fuerzas del Consejo Nacional de Transición, Muhammad declaró por teléfono a Al Jazeera que se encontraba en arresto domiciliario y que los rebeldes le habían garantizado su seguridad. Sin embargo, al día siguiente se informó que había escapado con ayuda de fuerzas leales al régimen.
El 29 de agosto de 2011 cruzó la frontera hacia Argelia junto con su madrastra Safia Farkash y varios hermanos, incluidos Aisha y Hannibal. Posteriormente, en marzo de 2013, se le concedió asilo en Omán junto con otros miembros de su familia. Desde entonces, ha permanecido alejado de la vida pública.